# Drepanoides anomalus
Drepanoides anomalus is een slang uit de familie toornslangachtigen (Colubridae) en de onderfamilie Dipsadinae.

## Naam en indeling
De wetenschappelijke naam van de soort werd voor het eerst voorgesteld door Giorgio Jan in 1863. Oorspronkelijk werd de naam Cloelia anomala gebruikt en later werd de slang tot het geslacht Drepanodon gerekend. Het is de enige soort uit het monotypische geslacht Drepanoides. De soortaanduiding anomalus betekent vrij vertaald 'abnormaal'.

## Uiterlijke kenmerken
Drepanoides anomalus bereikt een lichaamslengte van ongeveer 55 centimeter. De vrouwtjes worden groter dan de mannetjes en kunnen tot 72 cm lang worden. De slang heeft een zeer opvallende kleur, het lichaam is helderrood maar de kop is zwart. Achter de hals is een witte band zichtbaar, die bij veel exemplaren heel breed is en de gehele achter- en middenzijde van de kop kan bedekken. De snuitpunt is wel altijd zwart. Ondanks de felle kleuren is de slang niet giftig. Op het midden van de rug zijn vijftien schubbenrijen in de lengte aanwezig, dit is minder dan gelijkende soorten slangen die in hetzelfde gebied voorkomen.

## Levenswijze
De vrouwtjes zijn eierleggend. De slangen eten vermoedelijk de eieren van hagedissen.

## Verspreiding en habitat
Drepanoides anomalus komt voor in delen van Zuid-Amerika en leeft in de landen Bolivia, Brazilië Colombia, Ecuador, Frans-Guyana en Peru. De habitat bestaat uit vochtige tropische en subtropische laaglandbossen. De soort is aangetroffen van zeeniveau tot op een hoogte van ongeveer 1000 meter boven zeeniveau.

## Beschermingsstatus
Door de internationale natuurbeschermingsorganisatie IUCN is de beschermingsstatus 'veilig' toegewezen (Least Concern of LC).